# Gianfranco Rotondi
Gianfranco Rotondi (Avellino, 25 luglio 1960) è un politico e giornalista italiano.
È stato ministro senza portafoglio per l'attuazione del programma di governo del governo Berlusconi IV. È stato inoltre segretario nazionale della Democrazia Cristiana per le Autonomie, nominato dall'assemblea nazionale costituente nel giugno 2005.

## Biografia
Nato il 25 luglio 1960 ad Avellino, dove si è diplomato al Liceo Classico Pietro Colletta, nel 1975 s'iscrive nella Democrazia Cristiana e nel 1979 fonda il movimento Proposta '80, inizialmente vicino alle posizioni di Gerardo Bianco (a sua volta vicino alla corrente della DC "Forze Nuove", guidata da Carlo Donat-Cattin prima e Franco Marini dopo) e in antitesi alla leadership provinciale e nazionale di Ciriaco De Mita. Si laureò  in Giurisprudenza all'Università degli Studi di Salerno e divenne giornalista professionista nel 1997.
Nel 2003 si sposa con Maria Grazia Spatola, farmacista, da cui avrà tre figlie: Mariangela, Daria e Federica. Suo testimone di nozze è stato Silvio Berlusconi.

### Attività politica

#### Anni novanta e duemila
Fu eletto consigliere regionale della Campania alle elezioni regionali del 1990 nelle liste della Democrazia Cristiana, ottenendo 30.224 preferenze nella provincia di Avellino, venendo poi nominato segretario del Consiglio Regionale. Aderì, dopo la dissoluzione della Democrazia Cristiana, al Partito Popolare Italiano, con il quale fu eletto alla Camera dei Deputati alle elezioni politiche del 1994 nel collegio uninominale di Avellino per la coalizione centrista Patto per l'Italia, ottenendo il 33,80% dei voti e superando Modestino Acone dei Progressisti (24,03%) e Francesco D'Ercole di Alleanza Nazionale (23,75%), risultando tra i pochi eletti della formazione nei collegi uninominali. 
Nel 1995 nella querelle che divide il partito si schiera con Rocco Buttiglione a favore dell'alleanza con il centro-destra, aderisce quindi ai Cristiani Democratici Uniti. Alle elezioni comunali dello stesso anno è eletto consigliere comunale di Avellino per la lista Forza Italia-Partito Popolare Italiano, rimanendo in carica fino al 1999. 
Alle elezioni politiche del 1996 si ricandida alla Camera nel medesimo per il Polo per le Libertà: ottiene il 40,77% dei voti e viene sconfitto dal candidato dell'Ulivo Antonio Maccanico (53,95%). 
Alle elezioni europee del 1999 è candidato per i CDU nella circoscrizione Italia Meridionale: totalizza 8.180 preferenze ed è il primo dei non eletti.
Alle elezioni regionali in Lombardia del 2000 è eletto consigliere regionale all'interno del listino Per la Lombardia del candidato presidente di centrodestra Roberto Formigoni, dopo non essere stato selezionato dalla coalizione come candidato presidente della Campania, che fu invece Antonio Rastrelli.
Ritorna in Parlamento in seguito alle elezioni politiche del 2001, quando viene eletto nel collegio uninominale di Rho per la Casa delle Libertà in quota CDU e successivamente UDC, ottenendo il 49,41% dei voti e superando Vinicio Peluffo dell'Ulivo (44,61%).
Alle elezioni europee del 2004 è candidato per l'UDC nella circoscrizione Italia Nord-Occidentale, ottenendo 4.649 preferenze e non risultando eletto.
Nel gennaio 2005 Rotondi abbandona l'UDC per dedicarsi alla costituzione di un nuovo partito di ispirazione cristiana e centrista che si rifacesse apertamente all'esperienza della storica Democrazia Cristiana. 
Si candida a presidente di Regione sia del Piemonte sia della Campania alle elezioni regionali del 2005 per la Democrazia Cristiana, ottenendo rispettivamente l'1,03% e il 2,12%, senza riuscire però a essere eletto consigliere regionale in nessuna delle due votazioni.

#### La questione della ricostituzione della Democrazia Cristiana
Nel 1997, alcuni politici di centro, come Giuseppe Pizza, Giuseppe Alessi e Flaminio Piccoli, decidono di rifondare la Democrazia Cristiana (come Rinascita della Democrazia Cristiana), ma il Viminale impedisce alla formazione politica di partecipare alle elezioni, da ciò scaturirà poi una battaglia legale, conclusasi solo alla fine del 2006: la sentenza finale stabilisce quindi che la DC poteva ricostituirsi anche col nome originale, in quanto il partito storico non era stato sciolto da un organo di partito, ma dalla decisione presa per una serie di motivi dal segretario di allora Mino Martinazzoli. 
Nel 2005, però, si ebbe una scissione capeggiata da Angelo Sandri, che anche dopo la sentenza definitiva del 2006 si contende il nome e il famoso simbolo dello scudo crociato col partito di Pizza. Inoltre, a complicare il tutto, nel 2012 viene costituito un ulteriore movimento politico, capeggiato da Giovanni Angelo Fontana, con lo stesso nome, e che quindi si unisce nella contesa per questo e per il simbolo.
Già una sentenza del 2005 aveva concesso al movimento di Rotondi, la Democrazia Cristiana per le Autonomie, la denominazione del partito storico della Prima Repubblica, che ha avuto però l'aggiunta dell'Autonomia per distinguerlo dal partito di Sandri, che nasceva in quel periodo. Si stabilì poi per il simbolo che il partito atto a usarlo era l'Unione dei Democratici Cristiani e di Centro, nel quale erano confluiti i Cristiani Democratici Uniti, di cui Rotondi era tesoriere e proprio perché lui ne chiese l'uso nel 1995, all'atto della costituzione dei CDU e fu ciò a ispirare la costituzione del partito di Piccoli, Pizza e Alessi.
Così, a giugno 2005, dopo aver acquisito l'adesione di altri parlamentari Rotondi fonda il nuovo partito della Democrazia Cristiana per le Autonomie, di cui diviene segretario politico, e si allea con la Casa delle Libertà in occasione delle elezioni politiche del 2006.

### Elezione a senatore
Alle elezioni politiche del 2006 viene eletto al Senato della Repubblica nella circoscrizione Lombardia nelle liste di Forza Italia e aderisce al gruppo Democrazia Cristiana per le Autonomie-Partito Repubblicano Italiano-Movimento per l'Autonomia. 
Alle elezioni amministrative del 2007 è candidato a consigliere della provincia di Vicenza per la Democrazia Cristiana per le Autonomie a sostegno del candidato presidente Silvano Miotello nei collegi Vicenza I, Schio I e Bassano del Grappa I, attestandosi intorno allo 0,2% e non riuscendo ad essere eletto.
Alle elezioni politiche del 2008 viene eletto alla Camera nelle liste del Popolo della Libertà, confluendo l'anno successivo anche nel partito con la Democrazia Cristiana per le Autonomie. Ha dichiarato di essere favorevole alla grazia per Bruno Contrada, ex dirigente del SISDE, condannato per concorso esterno in associazione mafiosa.
Dal 2008 assume la carica di ministro senza portafoglio per l'attuazione del programma di governo nel Governo Berlusconi IV. Nel luglio del 2008 concede un'intervista al quotidiano nazionale La Stampa nella quale, riprendendo uno slogan delle Brigate Rosse, dichiara: «Colpire un pm per educarne altri cento». Di estrazione laica, annuncia un progetto di legge sulle unioni civili che tuteli i diritti delle persone omosessuali, noto con l'acronimo DiDoRe (Diritti e doveri di reciprocità dei conviventi), entrando in polemica conAvvenire, organo di stampa della CEI e con il settimanale cattolico Famiglia Cristiana.
Il 29 aprile 2009, prima delle elezioni europee di quell'anno, dichiara: "Domani non andrò in Consiglio dei Ministri, per me comincia una lunga vacanza. Sono deluso ma tacerò per non disturbare la campagna elettorale del partito, alla cui fondazione ho contribuito e nel quale non mi è stato permesso di indicare un solo candidato. Naturalmente sosterrò il PdL e darò la preferenza a Silvio Berlusconi, ma solo in quanto mio testimone di nozze".

#### Anni 2010
Alle elezioni regionali in Piemonte del 2010 si candida a consigliere regionale per "Alleanza di Centro-Democrazia Cristiana", il movimento di Francesco Pionati, a sostegno del candidato presidente di centrodestra Roberto Cota, ma con sole 172 preferenze non viene eletto e per la lista non scatta neppure un seggio in consiglio, visto il pessimo risultato (0,30% regionale).
Il 29 giugno 2011 durante un'intervista a la Repubblica ha affermato: «Ai tempi d'oro mettevo da parte anche la metà di quel che guadagnavo, oggi dei 12.000 euro, tra indennità e portaborse, ne rimangono solo 4.000, considerando tutte le spese personali per dormire e mangiare a Roma» e lanciando una provocazione «propongo che il 2012 diventi l'anno del parlamentare a chilometro zero. A costo zero. Ridotto a vero proletario: dal prossimo 1º gennaio al successivo 31 dicembre lo lasciamo senza busta paga e senza uno straccio d'auto blu su cui salire e pavoneggiarsi». Le sue affermazioni hanno suscitato indignazione.
Ha più volte dichiarato di essere favorevole al riconoscimento delle unioni omosessuali, in contrasto con la linea ufficiale del suo partito.
Alle elezioni politiche del 2013 ottiene la rielezione alla Camera nella circoscrizione Campania 1 come capolista del Popolo della Libertà.
Il 16 novembre 2013, con la sospensione delle attività del Popolo della Libertà, aderisce a Forza Italia.
Il 27 giugno 2015 presenta a Roma Rivoluzione Cristiana, nuovo movimento politico con l'obiettivo di rappresentare i cattolici della Terza Repubblica.
Il 19 ottobre 2017 Rotondi annuncia di essere diventato titolare del nome e del simbolo della Democrazia Cristiana e, dopo un incontro con Silvio Berlusconi, Lorenzo Cesa e Clemente Mastella, esprime la volontà di ripresentare alle imminenti elezioni politiche la DC, facendola organizzare a giovani e donne; tale dichiarazione non ha però avuto seguito.
In vista delle elezioni politiche del 2018 annuncia inizialmente di non volersi ricandidare in Parlamento; tuttavia, successivamente viene candidato da Forza Italia come capolista alla Camera nel collegio plurinominale Abruzzo - 01, ottenendo la rielezione a deputato. La candidatura di Rotondi in Abruzzo è dovuta al fatto che possiede una casa di famiglia a Pineto (Teramo), dove trascorre le vacanze estive.
Il 7 luglio 2018 viene nominato, all'unanimità, presidente nazionale della federazione della nuova Democrazia Cristiana, riassemblamento di alcuni dei movimenti e partiti ispirati allo scudo crociato e alla tradizione democratico-cristiana; il 13 luglio 2019 la Democrazia Cristiana cessa di essere un partito e diventa una fondazione, presieduta dallo stesso Rotondi.
Alle elezioni regionali in Abruzzo del 2019 Rotondi con la DC presenta una lista comune assieme a UDC e IdeA, a sostegno di Marco Marsilio: con il 2,88%, la lista ottiene un seggio in Consiglio regionale.

### Anni 2020
L'11 dicembre 2020 Rotondi fonda l'associazione Italia 2023, "un gruppo di esperti della società civile impegnato nell’analisi e nella soluzione di problemi complessi, specie in campo politico-economico". Il 15 gennaio 2021 al Senato, in seguito del ritiro dei ministri di IV dal Governo Conte II, il gruppo politico di maggioranza del MAIE assume nuova denominazione MAIE-Italia23.

#### L'elezione in quota FdI e l'alleanza con l'UdC

Logo del partito Verde è Popolare

In vista delle elezioni comunali del 2021, Rotondi sceglie di separarsi dalla coalizione di centrodestra, appoggiando il sindaco uscente di centrosinistra Giuseppe Sala, del centrosinistra, come già aveva fatto alle elezioni amministrative del 2016. Nel luglio 2021, all'indomani della costituzione di Europa Verde, presenta insieme a Paola Balducci la nuova associazione di ispirazione ambientalista "Verde è Popolare". Verde è Popolare si costituisce come partito il 26 settembre successivo. Nel frattempo viene pubblicato il libro Variante DC. Storia di un partito che non c’è più e di uno che non c’è ancora. 
In vista delle elezioni del 2022, Rotondi annuncia che "Verde è Popolare" sosterrà Giorgia Meloni, venendo candidato alla Camera nel collegio uninominale Campania 2 - 04 (Avellino) per la coalizione di centrodestra  e in terza posizione per Fratelli d'Italia nel collegio plurinominale Sicilia 2 - 03. Rotondi risulta eletto all'uninominale con il 32,91%, pari a 60.663 voti, avendo la meglio sull'avversario del centro-sinistra Maurizio Petracca per 5.000 voti (30,01%) e sul candidato del Movimento 5 Stelle Michele Gubitosa (25,88%).

#### Il rilancio della DC
Alla fine del mese di febbraio 2023 Rotondi annuncia che è stata raggiunta un'intesa con Lorenzo Cesa e Antonio De Poli per riunificare i due partiti democristiani del centrodestra, l'UdC e Verde è Popolare con "l'ipotesi di riassumere la denominazione Democrazia cristiana in modo da coinvolgere anche i numerosi partiti che negli ultimi anni hanno provato a riattivare la Dc storica".
Successivamente Rotondi, sostenendo che la denominazione sia stata trasferita a lui come rappresentante legale, annuncia che sarà un tribunale a mettere ordine nella disputa con le altre formazioni centriste che continuano ad utilizzare il nome della DC. Inoltre Rotondi nega di aver ricevuto una diffida dall’avvocato Antonio Cirillo, segretario di un’altra DC che ha come segretario Fabio Desideri, suo ex compagno di partito nella Democrazia Cristiana per le Autonomie.
A fine luglio Rotondi presenta il gruppo consiliare della Regione Campania “Moderati e Riformisti” in accordo con il Nuovo PSI del consigliere regionale Stefano Caldoro.
Infine alla fine di ottobre, in una convention a Saint-Vincent annuncia il ritorno della DC con la dicitura "Democrazia Cristiana con Rotondi". Al primo appuntamento elettorale la lista di Rotondi raccoglie solo lo 0,3% alle regionali in Sardegna del 25 febbraio 2024 senza eleggere alcun consigliere. Invece alle elezioni regionali in Abruzzo del 10 marzo e a quelle in Basilicata del 21/22 aprile, così come già successo alle regionali in Molise del giugno 2023, viene presentata una lista comune con l'Unione di Centro ma con l’1,17% e il 2,5% non viene eletto alcun consigliere.
Alle elezioni europee la DCR sostiene Fratelli d’Italia e in particolare la leader Giorgia Meloni. Alle comunali invece in diversi comuni è presente in liste civiche o in quelle dell’UdC.

### Attività giornalistica e pubblicistica
Dal 1997 è giornalista professionista. Inizia giovanissimo fondando nel 1975 Il Corriere di Avellino e nel 1979 Proposta 80, organo di stampa dell'omonimo movimento politico, fondato da lui stesso in polemica interna con Ciriaco De Mita e vicino alla corrente di Gerardo Bianco.
Pubblica vari volumi dedicati alla vita politica e culturale dell'Irpinia: Trenta Irpini, Trenta ospiti, quindi Trentamila Irpini e infine Viva Sullo, omaggio a Fiorentino Sullo, suo punto di riferimento politico insieme a Gerardo Bianco. La Caporetto democristiana è amaramente dedicata a Mino Martinazzoli e a Ciriaco De Mita. Nel 1998 pubblica Testimone a difesa, con la prefazione di Francesco Cossiga, nel 2004 Il caso Buttiglione. I dieci anni dei democristiani senza la DC e nel 2021 La variante DC. Storia di un partito che non c'è più e di uno che non c'è ancora.
Da marzo a luglio 1995 è stato condirettore politico del quotidiano Il Popolo, testata ufficiale del Partito Popolare Italiano, il più grosso erede della Democrazia Cristiana, scioltasi l'anno prima.
Dal 2016 è un blogger sull'Huffington Post.